# Antiguo Hotel Reina Victoria
El Antiguo Hotel Reina Victoria es un edificio de estilo modernista, antiguo hotel de la ciudad española de Melilla. Está situado en el Ensanche Modernista de Melilla, en la calle General Pareja y forma parte del Conjunto Histórico Artístico de la Ciudad de Melilla, un Bien de Interés Cultural.

## Historia
El 18 de enero de 1908 se concedieron los solares 21 y 30 a Antonio Rovira Busquets, que con Jaime Cunillera Civil y José Calaf construyeron un hotel de planta baja y piso. La obra estuvo proyectada por el ingeniero militar Alejandro Rodríguez Borlado, que el 6 de marzo de 1908 firmó los planos. Su construcción fue autorizada el 11 de mayo, y se inauguró la noche del sábado 31 de octubre de ese mismo año.
El 31 de diciembre de ese año se inauguró el Café Restaurant Universal del Hotel, de Francisco Reina, y tras el 20 de abril de 1910 ser concedida autorización a Rovira y Cunillera para venderlo a Miguel Barella, Salvador Guitart, (Guitart y Compañía) en su representación tramitó nueve días más tarde el plano de reforma firmado por Enrique Nieto, autorizándose la obra el día 6 del mes siguiente. Entre 1910 y 1911 se construyó un nuevo piso y se reestructuró la distribución de las viviendas para adecuarlo a las necesidades de lujo, pasando de 45 habitaciones a 80.
Salvador Guitart dejó de explotar el negocio de restaurante y hospedería, traspasándolo al empresario turístico almeriense Rodolfo Lussnigg, como aparece en la instancia dirigida el 6 de diciembre de 1921 al Presidente de la Junta de Arbitrios, aunque conservará su propiedad, pues es denunciado verbalmente por el arrendatario en mayo de 1925 ante el estado ruinoso de parte de la cornisa y la balaustrada que remata el inmueble.
Ruíz Albéniz lo llamó el “Ritz de Melilla” y en el resida y recibcuarto de baños y duchas, salón de lectura y un comedor amplio y elegante con “el techo una verdadera obra de arte de estilo modernista” a sus encargos Enrique Nieto desde su llegada a Melilla el 14 de mayo de 1909 hasta aproximadamente un mes después de su boda el 26 de febrero de 1911, vas, se trasladará al piso principal de la calle Prim, 9.
Se cerró en 1927.

## Descripción
Consta de planta baja y dos plantas y está construido con paredes de mampostería de piedra local y ladrillo macizo, con vigas de hierro y bovedillas del mismo ladrillo para los techos. Destacan de sus fachadas las rejerías de sus balcones, que contaban con rótulos con el nombre del hotel en grandes caracteres adosados, y los frontones del coronamiento de los chaflanes, triangulares antes de la ampliación y redondeados, con el nombre del hotel también. Su fachada principal, a la calle General Pareja, estaba provista de una marquesina sobre la puerta de acceso.